# Crazy Machines
Crazy Machines – logiczna gra komputerowa wyprodukowana przez FAKT Software, wydana została w październiku 2005 roku. Gra korzysta z wielu rozwiązań pojawiających się w serii gier The Incredible Machine.

## Rozgrywka
Gracz za pomocą dostępnych części ma zbudować maszynę, która wykona określoną czynność - przesunąć dźwignię, nacisnąć przycisk itp. Jako części wykorzystywane są m.in. przełączniki, piłki, kable oraz liny. W grze dostępnych jest dwieście etapów, poza tym gracz może również budować maszyny według własnych pomysłów w trybie wolnym. Gra używa zaawansowanego silnika fizycznego, który symuluje opór powietrza, siłę grawitacji i prądu elektrycznego.